# 文峰乡 (通江县)
文峰乡，是中华人民共和国四川省巴中市通江县曾经下辖的一个乡。2020年5月，撤销文峰乡，将原文峰乡所属行政区域划归铁佛镇管辖。

## 行政区划
文峰乡撤销前下辖以下地区：
复兴村、茶园村、东山坪村、金山村、罗亭村、土门村、文峰村和营盘村。